# Comuna Komenda
Komenda (Občina Komenda) este o comună din Slovenia, cu o populație de 4.628 de locuitori (2002).

## Localități
Breg pri Komendi, Gmajnica, Gora pri Komendi, Klanec, Komenda, Komendska Dobrava, Križ, Mlaka, Moste, Nasovče, Podboršt pri Komendi, Poslovna cona Žeje pri Komendi, Potok pri Komendi, Suhadole, Žeje pri Komendi